# Yvonne Lassia
Yvonne Lassia (1897 - 1974) fue una botánica, taxónoma, conservadora y exploradora francesa.
Realizó extensas herborizaciones en Madagascar.

## Algunas publicaciones

### Libros
- yvonne Lassia. 1927. Les 'Mascarenhasia' et les 'Landolphia' de Madagascar. Impr. de la Société du Petit Marseillais, Marsella, 87 p. tesis.

- La abreviatura «Lassia» se emplea para indicar a Yvonne Lassia como autoridad en la descripción y clasificación científica de los vegetales.[4]